# Matroschka (Strahlungsmessung)
Matroschka (nach den gleichnamigen russischen Holzpuppen, engl. Matroshka) ist der Name eines Experiments der Europäischen Weltraumorganisation (ESA) und des Deutschen Zentrums für Luft- und Raumfahrt (DLR) zur Messung der Strahlungsbelastung eines Menschen auf der Internationalen Raumstation (ISS) in 300 km Höhe.
Matroschka ist ein in Scheiben zerlegbares, menschengroßes Phantom, dessen Komponenten eine ähnliche Strahlenempfindlichkeit zeigen wie die Organe eines Menschen. Es ist 68 kg schwer, 1,1 m hoch und hat einen Durchmesser von 60 cm. Es enthält echte menschliche Knochen und Kunststoffe, die das Absorptionsverhalten menschlicher Organe nachahmen. In die Scheiben eingelassen sind ca. 600 Sensoren. Eine äußere Karbonfaserstruktur umhüllt das Phantom. Es ist von einer Sauerstoffatmosphäre umgeben.
Die Matroschka-Puppe wurde am 24. Januar 2004 mit einem Progress-Raumschiff zur ISS transportiert und vom 15. März 2004 bis 18. August 2005 außerhalb der ISS angebracht, um dort die Strahlenbelastung zu messen (MTR-1). Ab Dezember 2005 setzte man die Messungen im Inneren der ISS fort (MTR-2). Das Phantom kehrte 2009 zur Erde zurück.
Bedingt durch die Kombination verschiedenster Teilchen- und Photonenstrahlung mit unterschiedlicher Energie und linearem Energietransfer (LET) ist die Dosimetrie im Weltraum schwierig; der Körper wird nicht homogen belastet. Das Matroschka-Phantom erhielt außerhalb der Station 0,9 mGy/d auf der Oberfläche (Haut) und 0,2–0,4 mGy/d im Bereich der tieferen Organe. Die Äquivalentdosis betrug 1,3 mSv/d außerhalb der Station und ca. 0,5 mSv/d innerhalb; zum großen Teil entstand die Exposition während der Durchtrittszeiten durch die Südatlantische Anomalie. Zum Vergleich: die natürliche Hintergrundstrahlung auf der Erdoberfläche liegt in Deutschland bei ca. 0,006 mSv/d.